# (9840) 1988 RQ2
1988 أر كيو 2 (ويعرف أيضًا باسم (9840) 1988 أر كيو 2 وفق تسمية الكوكب الصغير) (بالإنجليزية: 1988 RQ2)‏ هو كويكب ضمن حزام الكويكبات؛ وترتيبه 9840 من حيث الاكتشاف.
اكتُشف هذا الجُرم الفلكي بواسطة Poul Jensen (astronomer) ‏ في 8 سبتمبر 1988.

## وصلات خارجية
- (9840) 1988 RQ2 في قاعدة بيانات مختبر الدفع النفاث لأجرام النظام الشمسي الصغيرة

- الاكتشاف · مخطط المدار ·  العناصر المدارية · المعلمات المادية

- (9840) 1988 RQ2 على موقع ويكي سكاي: DSS2, SDSS, GALEX, IRAS, Hydrogen α, X-Ray, Astrophoto, Sky Map, Articles and images